# Groupe D du Championnat d'Europe de football 2008
Résultats détaillés du groupe D du championnat d'Europe de football 2008.
Le groupe D comprend les équipes d'Espagne, de Grèce, de Russie et de Suède. Les trois premières nommées faisaient déjà partie du même groupe lors du championnat d'Europe 2004 remporté par la Grèce.
Les six rencontres sont disputées en Autriche, à Innsbruck ou à Salzbourg.

## Classement
| Équipe  | Pts | J | G | N | P | BP | BC | Diff |
| ------- | --- | - | - | - | - | -- | -- | ---- |
| Espagne | 9   | 3 | 3 | 0 | 0 | 8  | 3  | 5    |
| Russie  | 6   | 3 | 2 | 0 | 1 | 4  | 4  | 0    |
| Suède   | 3   | 3 | 1 | 0 | 2 | 3  | 4  | - 1  |
| Grèce   | 0   | 3 | 0 | 0 | 3 | 1  | 5  | - 4  |

|  |
|  |
|  |
|  |
|  |
|  |

Pts : points ; J : matchs joués ; G : matchs gagnés ; N : matchs nuls ; P : matchs perdus ; BP : buts pour ; BC : buts contre
Diff : différence de buts.

## Résumé des matchs
- Première journée
  - 10 juin : l'Espagne s'impose assez facilement (4-1) face à la sélection russe à court physiquement, grâce à une armada offensive impressionnante (David Villa, auteur d'un triplé, Torres, Iniesta, Fàbregas entré en cours de jeu : 1 but). Ce match d'une très bonne qualité technique a mis en exergue les lacunes défensives des deux équipes (charnière centrale Chirokov - Kolodine pour la Russie ; quelques hésitations, surtout en fin de match, dans la défense espagnole).
  - 10 juin : dans un match très fermé, la Suède bat le tenant du titre grec (2-0). Ibrahimovic  débloque le match avec une frappe lointaine (67e) suivi de Hansson cinq minutes plus tard.
- Deuxième journée
  - 14 juin : la deuxième journée du groupe D voit la qualification de l'Espagne qui bat la Suède dans la confrontation des deux vainqueurs de la première journée. Un but de David Villa pendant le temps additionnel permet aux Espagnols de remporter leur 2e match, synonyme de qualification pour les quarts de finale.
  - 14 juin : le deuxième match du jour voit l'élimination de la Grèce, le champion sortant. La sélection grecque, décevante et bien pâle offensivement durant ce championnat d'Europe, s'incline contre la Russie sur le score de 1-0.
- Troisième journée
  - 18 juin : dans un match sans réel enjeu opposant l'Espagne qui est assurée de terminer première du groupe à la Grèce qui est déjà éliminée, le sélectionneur espagnol Luis Aragonés décide de faire tourner son équipe. En effet, hormis la présence d'Iniesta, les dix autres titulaires étaient remplaçants durant les deux premiers matchs. Cependant, les Espagnols s'imposent tout de même 2-1 face à une équipe grecque qui marque là son unique but de cet Euro et repart sans le moindre point.
  - 18 juin : le match important de cette dernière journée du groupe D était l'affrontement entre la Suède et la Russie. Ces deux équipes se rencontraient pour glaner la deuxième place qualificative pour les quarts de finale derrière l'Espagne, avec un léger avantage pour les Suédois qui pouvaient se permettre d'un match nul pour se qualifier, alors que la sélection russe de Guus Hiddink se voyait dans l'obligation de gagner. Les Suédois ne parviennent pas à tenir le résultat et encaissent deux buts synonymes d'élimination. Les Russes s'imposent 2-0 en impressionnant offensivement avec notamment Archavine et Pavlioutchenko.

## Première journée

### Espagne - Russie
| Titulaires : |  |
| |  |
| 1 Iker Casillas (c) · 15 Sergio Ramos · 5 Carles Puyol · 4 Carlos Marchena · 11 Joan Capdevila · 21 David Silva 78e · 19 Marcos Senna · 8 Xavi · 6 Andrés Iniesta 63e · 7 David Villa · 9 Fernando Torres 54e · |  |
| Remplaçants : |  |
| 10 Cesc Fàbregas 54e · 12 Santiago Cazorla 63e · 14 Xabi Alonso 78e · |  |
| Entraîneur : |  |
| Luis Aragonés |  |

| Titulaires : |  |
| |  |
| 1 Igor Akinfeïev · 22 Alexandre Anioukov · 14 Roman Chirokov · 8 Denis Kolodine · 18 Iouri Jirkov · 11 Sergueï Semak (c) · 17 Konstantine Zyrianov · 20 Igor Semchov 57e · 21 Dmitri Sytchiov 46e · 15 Diniar Bilialetdinov · 19 Roman Pavlioutchenko · |  |
| Remplaçants : |  |
| 23 Vladimir Bystrov 46e 70e · 7 Dmitri Torbinski 57e · 6 Roman Adamov 70e · |  |
| Entraîneur : |  |
| Guus Hiddink |  |

| Titulaires : |  |
| |  |
| 1 Iker Casillas (c) · 15 Sergio Ramos · 5 Carles Puyol · 4 Carlos Marchena · 11 Joan Capdevila · 21 David Silva 78e · 19 Marcos Senna · 8 Xavi · 6 Andrés Iniesta 63e · 7 David Villa · 9 Fernando Torres 54e · |  |
| Remplaçants : |  |
| 10 Cesc Fàbregas 54e · 12 Santiago Cazorla 63e · 14 Xabi Alonso 78e · |  |
| Entraîneur : |  |
| Luis Aragonés |  |

| Titulaires : |  |
| |  |
| 1 Igor Akinfeïev · 22 Alexandre Anioukov · 14 Roman Chirokov · 8 Denis Kolodine · 18 Iouri Jirkov · 11 Sergueï Semak (c) · 17 Konstantine Zyrianov · 20 Igor Semchov 57e · 21 Dmitri Sytchiov 46e · 15 Diniar Bilialetdinov · 19 Roman Pavlioutchenko · |  |
| Remplaçants : |  |
| 23 Vladimir Bystrov 46e 70e · 7 Dmitri Torbinski 57e · 6 Roman Adamov 70e · |  |
| Entraîneur : |  |
| Guus Hiddink |  |

### Grèce - Suède
| Titulaires : |  |
| |  |
| 1 Antonios Nikopolidis · 2 Giourkas Seitaridis 51e · 16 Sotirios Kyrgiakos · 19 Paraskevás Ántzas · 5 Traianos Dellas 70e · 15 Vasílis Torosídis 61e · 9 Angelos Charisteas 1e · 6 Angelos Basinas (c) · 21 Kóstas Katsouránis · 10 Giorgos Karagounis · 17 Theofanis Gekas 46e · |  |
| Remplaçants : |  |
| 7 Georgios Samaras 46e · 20 Ioánnis Amanatídis 70e · |  |
| Entraîneur : |  |
| Otto Rehhagel |  |

| Titulaires : |  |
| |  |
| 1 Andreas Isaksson · 7 Niclas Alexandersson 74e · 3 Olof Mellberg · 4 Petter Hansson · 2 Mikael Nilsson · 8 Anders Svensson · 21 Christian Wilhelmsson 78e · 9 Fredrik Ljungberg (c) · 19 Daniel Andersson · 10 Zlatan Ibrahimović 71e · 17 Henrik Larsson · |  |
| Remplaçants : |  |
| 11 Johan Elmander 71e · 5 Fredrik Stoor 74e · 22 Markus Rosenberg 78e · |  |
| Entraîneur : |  |
| Lars Lagerbäck |  |

| Titulaires : |  |
| |  |
| 1 Antonios Nikopolidis · 2 Giourkas Seitaridis 51e · 16 Sotirios Kyrgiakos · 19 Paraskevás Ántzas · 5 Traianos Dellas 70e · 15 Vasílis Torosídis 61e · 9 Angelos Charisteas 1e · 6 Angelos Basinas (c) · 21 Kóstas Katsouránis · 10 Giorgos Karagounis · 17 Theofanis Gekas 46e · |  |
| Remplaçants : |  |
| 7 Georgios Samaras 46e · 20 Ioánnis Amanatídis 70e · |  |
| Entraîneur : |  |
| Otto Rehhagel |  |

| Titulaires : |  |
| |  |
| 1 Andreas Isaksson · 7 Niclas Alexandersson 74e · 3 Olof Mellberg · 4 Petter Hansson · 2 Mikael Nilsson · 8 Anders Svensson · 21 Christian Wilhelmsson 78e · 9 Fredrik Ljungberg (c) · 19 Daniel Andersson · 10 Zlatan Ibrahimović 71e · 17 Henrik Larsson · |  |
| Remplaçants : |  |
| 11 Johan Elmander 71e · 5 Fredrik Stoor 74e · 22 Markus Rosenberg 78e · |  |
| Entraîneur : |  |
| Lars Lagerbäck |  |

## Deuxième journée

### Suède - Espagne
| Titulaires : |  |
| |  |
| 1 Andreas Isaksson · 5 Fredrik Stoor · 3 Olof Mellberg · 4 Petter Hansson · 2 Mikael Nilsson · 11 Johan Elmander 79e · 19 Daniel Andersson · 8 Anders Svensson 55e · 9 Fredrik Ljungberg (c) · 17 Henrik Larsson 87e · 10 Zlatan Ibrahimović 46e · |  |
| Remplaçants : |  |
| 22 Markus Rosenberg 46e · 18 Sebastian Larsson 79e · 16 Kim Källström 87e · |  |
| Entraîneur : |  |
| Lars Lagerbäck |  |

| Titulaires : |  |
| |  |
| 1 Iker Casillas (c) · 15 Sergio Ramos · 4 Carlos Marchena 53e · 5 Carles Puyol 24e · 11 Joan Capdevila · 6 Andrés Iniesta 59e · 19 Marcos Senna · 8 Xavi 59e · 21 David Silva · 7 David Villa · 9 Fernando Torres · |  |
| Remplaçants : |  |
| 2 Raúl Albiol 24e · 10 Cesc Fàbregas 59e · 12 Santiago Cazorla 59e · |  |
| Entraîneur : |  |
| Luis Aragonés |  |

| Titulaires : |  |
| |  |
| 1 Andreas Isaksson · 5 Fredrik Stoor · 3 Olof Mellberg · 4 Petter Hansson · 2 Mikael Nilsson · 11 Johan Elmander 79e · 19 Daniel Andersson · 8 Anders Svensson 55e · 9 Fredrik Ljungberg (c) · 17 Henrik Larsson 87e · 10 Zlatan Ibrahimović 46e · |  |
| Remplaçants : |  |
| 22 Markus Rosenberg 46e · 18 Sebastian Larsson 79e · 16 Kim Källström 87e · |  |
| Entraîneur : |  |
| Lars Lagerbäck |  |

| Titulaires : |  |
| |  |
| 1 Iker Casillas (c) · 15 Sergio Ramos · 4 Carlos Marchena 53e · 5 Carles Puyol 24e · 11 Joan Capdevila · 6 Andrés Iniesta 59e · 19 Marcos Senna · 8 Xavi 59e · 21 David Silva · 7 David Villa · 9 Fernando Torres · |  |
| Remplaçants : |  |
| 2 Raúl Albiol 24e · 10 Cesc Fàbregas 59e · 12 Santiago Cazorla 59e · |  |
| Entraîneur : |  |
| Luis Aragonés |  |

### Grèce - Russie
| Titulaires : |  |
| |  |
| 1 Antonios Nikopolidis · 2 Giourkas Seitaridis 40e · 5 Traianos Dellas · 16 Sotirios Kyrgiakos · 15 Vasilis Torosidis · 21 Kóstas Katsouránis · 6 Angelos Basinas (c) · 3 Christos Patsatzoglou · 9 Angelos Charisteas · 20 Ioánnis Amanatídis 80e · 23 Nikos Liberopoulos 58e 61e · |  |
| Remplaçants : |  |
| 10 Giorgos Karagounis 42e 40e · 17 Theofanis Gekas 61e · 8 Stelios Giannakopoulos 80e · |  |
| Entraîneur : |  |
| Otto Rehhagel |  |

| Titulaires : |  |
| |  |
| 1 Igor Akinfeïev · 22 Alexandre Anioukov · 8 Denis Kolodin · 4 Sergueï Ignachevitch · 18 Iouri Jirkov 87e · 11 Sergueï Semak (c) · 7 Dmitri Torbinski 84e · 17 Konstantine Zyrianov · 20 Igor Semchov · 15 Diniar Bilialetdinov 70e · 19 Roman Pavlioutchenko · |  |
| Remplaçants : |  |
| 9 Ivan Saïenko 77e 70e · 2 Vasili Bérézoutski 87e · |  |
| Entraîneur : |  |
| Guus Hiddink |  |

| Titulaires : |  |
| |  |
| 1 Antonios Nikopolidis · 2 Giourkas Seitaridis 40e · 5 Traianos Dellas · 16 Sotirios Kyrgiakos · 15 Vasilis Torosidis · 21 Kóstas Katsouránis · 6 Angelos Basinas (c) · 3 Christos Patsatzoglou · 9 Angelos Charisteas · 20 Ioánnis Amanatídis 80e · 23 Nikos Liberopoulos 58e 61e · |  |
| Remplaçants : |  |
| 10 Giorgos Karagounis 42e 40e · 17 Theofanis Gekas 61e · 8 Stelios Giannakopoulos 80e · |  |
| Entraîneur : |  |
| Otto Rehhagel |  |

| Titulaires : |  |
| |  |
| 1 Igor Akinfeïev · 22 Alexandre Anioukov · 8 Denis Kolodin · 4 Sergueï Ignachevitch · 18 Iouri Jirkov 87e · 11 Sergueï Semak (c) · 7 Dmitri Torbinski 84e · 17 Konstantine Zyrianov · 20 Igor Semchov · 15 Diniar Bilialetdinov 70e · 19 Roman Pavlioutchenko · |  |
| Remplaçants : |  |
| 9 Ivan Saïenko 77e 70e · 2 Vasili Bérézoutski 87e · |  |
| Entraîneur : |  |
| Guus Hiddink |  |

## Troisième journée

### Russie - Suède
| Titulaires : |  |
| |  |
| 1 Igor Akinfeïev · 22 Alexandre Anioukov · 4 Sergueï Ignachevitch · 8 Denis Kolodine 76e · 18 Iouri Jirkov · 11 Sergueï Semak (c) 57e · 17 Konstantine Zyrianov · 20 Igor Semchov · 15 Diniar Bilialetdinov 66e · 10 Andreï Archavine 65e · 19 Roman Pavlioutchenko 90e · |  |
| Remplaçants : |  |
| 9 Ivan Saïenko 66e · 23 Vladimir Bystrov 90e · |  |
| Entraîneur : |  |
| Guus Hiddink |  |

| Titulaires : |  |
| |  |
| 1 Andreas Isaksson 10e · 5 Fredrik Stoor · 3 Olof Mellberg · 4 Petter Hansson · 2 Mikael Nilsson 79e · 11Johan Elmander 49e · 19Daniel Andersson 56e · 8 Anders Svensson · 9 Fredrik Ljungberg (c) · 17 Henrik Larsson · 10 Zlatan Ibrahimović · |  |
| Remplaçants : |  |
| 16 Kim Källström 56e · 20 Marcus Allbäck 79e · |  |
| Entraîneur : |  |
| Lars Lagerbäck |  |

| Titulaires : |  |
| |  |
| 1 Igor Akinfeïev · 22 Alexandre Anioukov · 4 Sergueï Ignachevitch · 8 Denis Kolodine 76e · 18 Iouri Jirkov · 11 Sergueï Semak (c) 57e · 17 Konstantine Zyrianov · 20 Igor Semchov · 15 Diniar Bilialetdinov 66e · 10 Andreï Archavine 65e · 19 Roman Pavlioutchenko 90e · |  |
| Remplaçants : |  |
| 9 Ivan Saïenko 66e · 23 Vladimir Bystrov 90e · |  |
| Entraîneur : |  |
| Guus Hiddink |  |

| Titulaires : |  |
| |  |
| 1 Andreas Isaksson 10e · 5 Fredrik Stoor · 3 Olof Mellberg · 4 Petter Hansson · 2 Mikael Nilsson 79e · 11Johan Elmander 49e · 19Daniel Andersson 56e · 8 Anders Svensson · 9 Fredrik Ljungberg (c) · 17 Henrik Larsson · 10 Zlatan Ibrahimović · |  |
| Remplaçants : |  |
| 16 Kim Källström 56e · 20 Marcus Allbäck 79e · |  |
| Entraîneur : |  |
| Lars Lagerbäck |  |

### Grèce - Espagne
| Titulaires : |  |
| |  |
| 1 Antonios Nikopolidis (c) · 11 Loukas Vyntra 90+1e · 16 Sotirios Kyrgiakos 62e · 5 Traianos Dellas · 4 Nikos Spiropoulos · 6 Angelos Basinas 72e · 21 Kóstas Katsouránis · 10 Giorgos Karagounis 34e 74e · 14 Dimitrios Salpigidis 86e · 20 Ioánnis Amanatídis · 9 Angelos Charisteas · |  |
| Remplaçants : |  |
| 8 Stelios Giannakopoulos 86e · 19 Paraskevas Antzas 62e · 22 Alexandros Tziolis 74e · |  |
| Entraîneur : |  |
| Otto Rehhagel |  |

| Titulaires : |  |
| |  |
| 23 José Manuel Reina · 18 Álvaro Arbeloa 45e · 2 Raúl Albiol · 20 Juanito · 3 Fernando Navarro · 22 Rubén de la Red · 14 Xabi Alonso (c) · 16 Sergio García · 10 Cesc Fàbregas · 6 Andrés Iniesta 58e · 17 Dani Güiza 41e · |  |
| Remplaçants : |  |
| 12 Santiago Cazorla 58e · |  |
| Entraîneur : |  |
| Luis Aragonés |  |

| Titulaires : |  |
| |  |
| 1 Antonios Nikopolidis (c) · 11 Loukas Vyntra 90+1e · 16 Sotirios Kyrgiakos 62e · 5 Traianos Dellas · 4 Nikos Spiropoulos · 6 Angelos Basinas 72e · 21 Kóstas Katsouránis · 10 Giorgos Karagounis 34e 74e · 14 Dimitrios Salpigidis 86e · 20 Ioánnis Amanatídis · 9 Angelos Charisteas · |  |
| Remplaçants : |  |
| 8 Stelios Giannakopoulos 86e · 19 Paraskevas Antzas 62e · 22 Alexandros Tziolis 74e · |  |
| Entraîneur : |  |
| Otto Rehhagel |  |

| Titulaires : |  |
| |  |
| 23 José Manuel Reina · 18 Álvaro Arbeloa 45e · 2 Raúl Albiol · 20 Juanito · 3 Fernando Navarro · 22 Rubén de la Red · 14 Xabi Alonso (c) · 16 Sergio García · 10 Cesc Fàbregas · 6 Andrés Iniesta 58e · 17 Dani Güiza 41e · |  |
| Remplaçants : |  |
| 12 Santiago Cazorla 58e · |  |
| Entraîneur : |  |
| Luis Aragonés |  |

## Buteurs
4 buts
- David Villa

2 buts
- Zlatan Ibrahimović
- Roman Pavlioutchenko

1 but
- Francesc Fàbregas
- Fernando Torres
- Rubén de la Red
- Daniel Güiza
- Petter Hansson
- Konstantine Zyrianov
- Andreï Archavine
- Ángelos Charistéas

## Homme du match
- David Villa contre la Russie (10 juin)
- Zlatan Ibrahimović contre la Grèce (10 juin)
- David Villa contre la Suède (14 juin)
- Roman Pavlioutchenko contre la Grèce (14 juin)
- Andreï Archavine contre la Suède (18 juin)
- Xabi Alonso contre la Grèce (18 juin)